# لاسلطوية

يعد حرف O المشتق من أول حرف لكلمة "نظام" وبداخله حرف A المشتق من أول حرف من كلمة "لاسلطوية" بمعظم اللغات الأوروبية من أبرز رموز اللاسلطوية، ويعود لعبارة "المجتمع يحتاج للنظام في اللاسلطوية" للكاتب الفرنسي بيير جوزيف برودون عام 1840.

اللاسلطوية وتُعرف أيضاً باسم أناركية (وأحياناً تترجم خَطَأً فوضوية) ويطلق الله على أتباعها اسم اللاسلطويون هي فلسفة سياسية ترفض التسلسلات الهرمية التي يرونها غير عادلة،  أو بدلًا من ذلك تعارض السلطة في تسيير العلاقات الإنسانية. يدعو أنصار اللاسلطوية (اللاسلطويون) إلى مجتمعات من دون دولة مبنية على أساس جمعيات تطوعية  غير هرمية.

## لمحة عامة
هناك أنواع وتقاليد عديدة من اللاسلطوية ولا يعد أي منها حصريًا. قد تختلف مدارس الفكر اللاسلطوي جوهريًا، وقد تدعم أي شيء من النزعة الفردية المتطرفة إلى الشمولية التامة. قسمت النزعات اللاسلطوية إلى فئات لاسلطوية اشتراكية وفردية أو تصنيفات مزدوجة مشابهة. تعتبر اللاسلطوية غالبًا فكرًا يساريًا متطرفًا، حيث يعكس جزء كبير من الاقتصاديات اللاسلطوية والفلسفة القانونية تفسيرات اقتصادية شيوعية أو شمولية أو نقابية عمالية أو تشاركية مضادة للدولة. مع ذلك، فقد شملت الفوضوية دائمًا فكرًا فرديًا يدعم اقتصاد السوق والملكية الخاصة أو الأنانية المنفلتة أخلاقيًا. قد يكون بعض اللاسلطويين الفرديين أيضًا اشتراكيين أو شيوعيين في حين أن بعض اللاسلطويين الشيوعيين قد يكونون فرديين أو أنانيين. بينما بعض اللاسلطويين الشيوعيين أيضًا فرديون.
مرّت اللاسلطوية كحركة اجتماعية بتقلبات في شعبيتها على مر السنين. تمثلت النزعة المركزية للاسلطوية كحركة اجتماعية كلية في الشيوعية اللاسلطوية والنقابية العمالية اللاسلطوية، حيث اللاسلطوية الفردية ظاهرة أدبية في المقام الأول  والتي مع ذلك كان لها تأثير على التيارات الأكبر،  كما شارك الفرديون في منظمات لاسلطوية أوسع. يعارض اللاسلطويون كل أشكال العدوان ويدعمون الدفاع عن النفس أو اللاعنف (اللاسلطوية المسالمة)، في حين أن البعض الآخر يؤيد استخدام بعض التدابير القسرية بما في ذلك الثورات العنيفة والدعاية للعمل على طريق تحقيق مجتمع لاسلطوي.

## أصل التسمية والاصطلاح
اللاسلطوية أو الأناركيزم (بالإنجليزية: anarchism) مصطلح مستمد من أناركيسموس (من اليونانية: ἀν (بدون) + ἄρχειν (ليحكم) + ισμός (من الجذر -ιζειν)، «بدون أركونات»، «بدون حكام»)،  من بادئة ἀν- (أن أي بدون) + ἀρχή (أركي وتعني سيادة أو عالم أو قضاء)  + -ισμός (إسموس). هناك بعض الغموض في استخدام مصطلحي «التحررية» و«تحرري» في الكتابات حول الأناركية. منذ تسعينات القرن التاسع عشر في فرنسا،  استخدم المصطلح «تحررية» كمرادف للاسلطوية،  وكان يستخدم على وجه الحصر تقريبًا في هذا المعنى حتى خمسينيات القرن الماضي في الولايات المتحدة؛  لا تزال مفردة «تحررية» مستخدمة كمرادف شائع للاسلطوية خارج الولايات المتحدة. بناء عليه، فإن «الاشتراكية التحررية» تستخدم أحيانًا كمرادف للاسلطوية الاشتراكية  لتمييزها عن «التحررية الفردية» (اللاسلطوية الفردية). من ناحية أخرى، قد يستخدم البعض «تحررية» للإشارة إلى فلسفة السوق الحرة الفردية فقط، في إشارة إلى السوق الحرة اللاسلطوية «اللاسلطوية التحررية».

## التاريخ

### أصولها

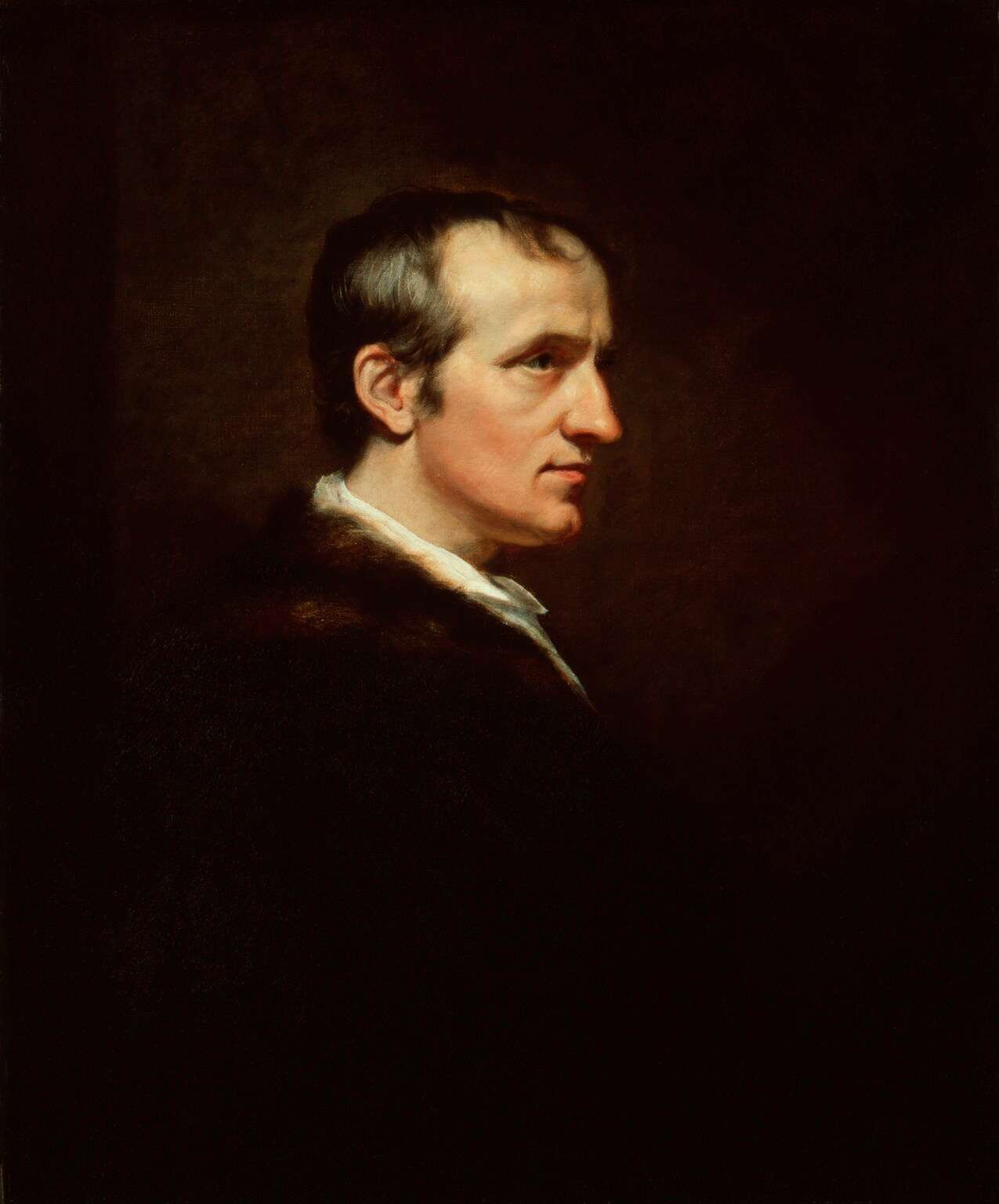
ويليام غودوين، «أول من صاغ المفاهيم السياسية والاقتصادية للاسلطوية على الرغم من أنه لم يطلق هذا الاسم على الأفكار المتقدمة في عمله».

ظهرت أولى  المواضيع اللاسلطوية في القرن السادس قبل الميلاد من بين أعمال الفيلسوف الطاوي لاوزي  ولاحقًا في أعمال جوانغ زي وباو جينغيان. وصفت فلسفة جوانغ زي بأنها لاسلطوية في مصادر مختلفة  حيث كتب «يوضع اللص الصغير في السجن، بينما قاطع الطرق الكبير يصبح حاكمًا للأمة». كما قدم ديوجين والكلبيون وزينون المعاصر مؤسس الرواقية مواضيع مماثلة. يعتبر يسوع في بعض الأحيان اللاسلطوي الأول في التقليد المسيحي اللاسلطوي. كتب جورج لوشارتييه أن «كان المؤسس الحقيقي للاسلطوية يسوع المسيح... وأول مجتمع لاسلطوي هو مجتمع تلامذته». يردد هذا التمييز أصداء مفاهيم دينية هدامة مثل تعاليم الطاوية اللاسلطوية المذكورة آنفًا والتقاليد الأخرى المضادة للاستبدادية في التراث الديني مما خلق علاقة معقدة فيما يتعلق بمسألة توافق الدين واللاسلطوية. يتمثل هذا عندما ينظر إلى تمجيد الدولة كشكل من أشكال الوثنية الخاطئة.
نقل عن البروتستانتي المسيحي المتطرف جيرارد وينستانلي وجماعته «الحفارون» من قبل العديدين من المؤلفين اقتراح معايير اجتماعية لاسلطوية في القرن السابع عشر في إنجلترا. دخل مصطلح «لاسلطوية» لأول مرة إلى اللغة الإنجليزية في 1642 خلال الحرب الأهلية الإنجليزية كمصطلح للتحقير واستخدمه الملكيون ضد معارضيهم مدوري الرؤوس. بدأ البعض في زمن الثورة الفرنسية باستخدام المصطلح إيجابيًا مثل الغاضبين،  في معارضة لمركزة السلطة اليعاقبية حيث رأوا تناقضًا ظاهريًا في «الحكومة الثورية». بحلول مطلع القرن التاسع عشر، فقدت الكلمة الإنكليزية للاسلطوية دلالتها السلبية الأولية.
نشأت اللاسلطوية الحديثة من الفكر العلماني أو الديني التنويري وبخاصة حجج جان جاك روسو حول المركزية المعنوية للحرية. من هذا المناخ طور ويليام غودوين ما اعتبره الكثيرون أول تعبير فكري لاسلطوي حديث. كان غودوين وفقًا لبيوتر كروبوتكين «أول من صاغ المفاهيم السياسية والاقتصادية للاسلطوية على الرغم من أنه لم يطلق هذا الاسم على الأفكار المتقدمة في عمله»  في حين ربط غودوين أفكاره اللاسلطوية بإدموند بيرك. يعطي بنجامين تاكر الفضل لجوسيا وارن وهو أمريكي روج للمجتمعات التطوعية عديمة الجنسية حيث جميع السلع والخدمات خاصة بأنه «الرجل الأول الذي شرح وصاغ المذهب المعروف الآن باللاسلطوية». أول من وصف نفسه بأنه لاسلطوي كان بيير جوزيف برودون  وهو فيلسوف وسياسي فرنسي مما دفع البعض لتسميته مؤسس النظرية اللاسلطوية الحديثة.
كانت اللاسلطوي الشيوعي جوزيف ديجاك أول شخص يصف نفسه بأنه «تحرري». خلافًا لبرودون، جادل «إنها ليست نتيجة لعمل شخص ما أن للعامل الحق، لكن لإشباع حاجاته، أيًا كان طابعها».

### الدولية الأولى

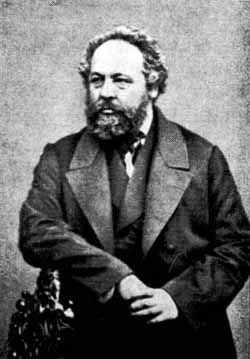
اللاسلطوي الجمعي ميخائيل باكونين عارض الأهداف الماركسية في دكتاتورية الطبقة العاملة لصالح ثورة عالمية، واصطف بجانب الفدراليين في الدولية الأولى قبل أن يطرده الماركسيون.

في أوروبا، تلا ثورات عام 1848 رد فعل قاس، حيث شهدت خلالها عشر دول اضطرابات اجتماعية قصيرة أو طويلة الأجل حيث قامت جماعات بانتفاضات قومية. بعد انتهت أغلب تلك المحاولات للتغيير المنهجي بالفشل، انتهزت العناصر المحافظة فرصة انقسام مجموعات الاشتراكيين واللاسلطويين والليبراليين والقوميين لمنع أي تمرد آخر. في عام 1864، وحدت جمعية العمال الدولية (التي تسمى أحيانًا «الدولية الأولى») التيارات الثورية المتنوعة بما في ذلك أتباع الفرنسيون لبرودون  والبلانكستيون والفلادلفيون والنقابيون الإنجليز والاشتراكيون والاشتراكيون الديمقراطيون.
نظرًا لارتباطها بالحركات العمالية النشطة أصبحت منظمة دولية هامة. أصبح كارل ماركس شخصية بارزة في المنظمة وعضوًا في مجلسها العام. أما أتباع برودون -التبادليون- عارضوا دولة ماركس الاشتراكية ودعوا إلى الامتناعية السياسية والمقتنيات الملكية الصغيرة.
في عام 1868، وفي أعقاب مشاركتهم الفاشلة في عصبة السلام والحرية، انضم الروسي الثوري ميخائيل باكونين وزملاؤه الجمعيون اللاسلطويون إلى الدولية الأولى (والتي قررت عدم الانضمام إلى عصبة السلام والحرية). تحالفوا مع الفئات الاشتراكية الفيدرالية من الدولية  والتي دعت إلى الإطاحة الثورية بالدولة وجمعية الممتلكات.
في البداية، عمل الجمعيون مع الماركسيين لدفع الدولية الأولى في اتجاه أكثر ثورية اشتراكية. نتيجة لذلك، استقطبت المنظمة بين معسكرين يتزعمهما ماركس وباكونين. وصف باكونين أفكار ماركس بأنها مركزية وتوقع أنه إذا وصل حزب ماركسي إلى السلطة فإن قادته سيحلون ببساطة محل الفئة الحاكمة التي حاربوها.
في عام 1872، وصل الصراع ذروته مع الانقسام النهائي بين الفريقين في مؤتمر لاهاي، حيث طرد باكونين وجيمس غيوم من الدولية ونقل مقرها إلى نيويورك. في المقابل، شكل الفيدراليون دوليتهم الخاصة في مؤتمر سانت إمييه واعتمدوا برنامج اللاسلطوية الثورية.

### العمل المنظم
كانت الفئات المعارضة للسلطوية في الدولية الأولى أسلاف اللاسلطويين النقابيين الساعين إلى «استبدال امتياز وسلطة الدولة» بـ «تنظيم حر وعفوي للعمل». في عام 1886، أعلن اتحاد تنظيم المهن والنقابات العمالية في الولايات المتحدة وكندا سوية تاريخ 1 مايو 1886 اليوم الذي أصبح فيه العمل ثمان ساعات كمعيار.
استجابت النقابات في جميع أنحاء الولايات المتحدة بالتحضير لإضراب عام لدعم هذا الحدث. في 3 مايو، اندلع قتال في شيكاغو عندما حاول بعض من كاسري الإضراب عبور خط الاعتصام ولقي اثنان من العمال حتفهم عندما فتحت الشرطة النار على الحشد. في اليوم التالي 4 مايو، نظم اللاسلطويون مظاهرة في ساحة هايماركت في شيكاغو. ألقيت قنبلة من طرف مجهول بالقرب من اختتام الاجتماع الحاشد مما أسفر عن مقتل ضابط. في الذعر الذي تلا ذلك، فتحت الشرطة النار على الحشد وعلى بعضها البعض. قتل سبعة من رجال الشرطة وما لا يقل عن أربعة عمال. اعتقل ثمانية من اللاسلطويين المرتبطين بصفة مباشرة أو غير مباشرة بمنظمي المسيرة ووجهت إليهم تهمة القتل العمد للضابط المتوفى. أصبح الرجال مشاهير سياسيين دوليون بين الحركة العمالية. أعدم أربعة منهم وأقدم الخامس على الانتحار قبل إعدامه. عرف الحادث باسم قضية هايماركت وكان نكسة للحركة العمالية في نضالها من أجل ثمان ساعات عمل في اليوم. في عام 1890 كانت المحاولة الثانية وهذه المرة دولية في نطاقها لتنظيم عدد ساعات العمل بثمانية في اليوم. كان للحدث غرض ثانوي بإحياء ذكرى الذين قتلوا نتيجة لقضية هايماركت. على الرغم من أنه اعتبر كحدث معزول، فإنه وفي العام التالي كان الاحتفال بيوم العمال العالمي في الأول من مايو ليصبح راسخًا باعتباره عيدًا دوليًا للعمال.

### الثورة الروسية
ساهم اللاسلطويون الروس مع البلاشفة في ثورتي فبراير وأكتوبر، ودعم الكثير منهم تسلم البلاشفة للحكم في البداية. لكن البلاشة سرعان ما انقلبوا على اللاسلطويين والمعارضات اليسارية مما أدى إلى اضطرابات كرونشتادت 1921. تم سجن اللاسلطويين في روسيا الوسطى أو اقتيدوا في زنزانات تحت الأرض أو اجبروا على الانضمام للبلاشفة المنتصرين. في أوكرانيا قاتل اللاسلطويون في الحرب الأهلية ضد البيض وأيضا ضد البلاشفة كجزء من Makhnovshchina peasant army تحت قيادة نستور ماخنو.
اللاسلطويون الأمريكان المنفيون إيما غولدمان وألكسندر بيركمان كانوا من بين المحتجين على سياسات البلاشفة وقمع انتفاضة كرونشتادت، قبل أن يغادروا روسيا. كليهما ألفوا لاحقا متحدثين عن خبرتهم في روسيا راغبين في فضح وكشف التحكم البلشفي السلطوي. بالنسبة لهم كانت تنبؤات باكونين حول تبعات ونتائج حكم الماركسيين قد ثبتت صحتها بدون جدال
انتصار البلاشفة في ثورة أكتوبر وما تلاها من الحرب الاهلية الروسية أضرت لاحقا كثيرا بالحركات اللاسلطوية دوليا. فالعديد من العمال والناشطين رأوا أن نجاح البلاشفة وضع مثالا يحتذى: نتيجة ذلك كان نمو الأحزاب الشيوعية على حساب الأحزاب اللاسلطوية وغيرها من الحركات الاجتماعية. في فرنسا مثلا والولايات المتحدة، الحركات التعاونية (النقابية) الرئيسية من CGT وعمال الصناعة في العالم ‏ بأو يناون بنفسهم عن اللاسلطوية باتجاه التقرب من المنظمة الشيوعية الدولية Communist International أو ما يدعى (Comintern).
في باريس، أقصيت مجموعة ديلو ترودا من اللاسلطوين الروس بمن فيهم نستور ماخنو وبداو بتشكيل شكل جديد من المنظمات في مواجهة بنى البلشفية ومنظماتها. بيانهم عام 1926 المعروف بالقاعدة التنظيمية للشيوعين الليبرتاريانيين Organisational Platform of the Libertarian Communists
مدعوما بالعديد من اللاسلطويين الشيوعيين، مع معارضة العديد من اللاسلطويين. هذه المجموعة الذين عرفوا لاحقا باسم مؤسسي القاعدة (Platformist) تضم حاليا حركة التضامن العمالي Workers Solidarity Movement في إيرلندا والفدرالية الشمالية الشرقية للشيوعيين اللاسلطويين في أمريكا الشمالية.

### النضال ضد الفاشية
في العشرينات والثلاثينات، كانت الديناميات المألوفة لللاسلطوية وتنازعاتها مع الدولة قد تحورت إلى شكل نهوض ومقاومة الفاشية في أوروبا. شهدت إيطاليا النزاع الأول مع الفاشية. لعب اللاسلطويون دورا بارزا في المنظمة المعادية للفاشية Arditi del Popolo. هذه المجموعة كانت الأقوى في المنطقة من حيث ممارساتها اللاسلطوية وقد حققت إنجازات وانتصارات عديدة، منها دحر القمصان السوداء في مرحلة سيطرة اللاسلطوين على بارما في أغسطس 1922.
في فرنسا، بينما كان الفاشيون يقتربون من النصر في اضطرابات فبراير 1934، توزع اللاسلطويين على ما دعي بالجبهة الموحدة.
في إسبانيا، رفض أنابيب نانوية كربونية مبدئيا الانضمام للتحالف الانتخابي للجبهة الشعبية وعدم تصويت أنصار سي.إن.تي قاد لانتصار الجناح اليميني.لكن عام 1936 تغيرت سياسة سي.إن.تي وصوت اللاسلطويون لصالح الجبهة الشعبية popular front معيدين إياها إلى السلطة. بعد أشهر، حاولت الطبقة الحاكمة القيام بانقلاب سرعان ما أدى لنشوب الحرب الأهلية الإسبانية (1936 - 1939).

## مدارس الفكر اللاسلطوي

### التبادلية
التبادلية تعتبر أحد مدارس اللاسلطوية التي يترافق ذكرها مع اسم بيير-جوزيف برودون، الذي يعتبر أول من أطلق على نفسه وفكرة اسم (لا سلطوي أو انارشيست). في كتابه الأساسي ما هي الملكية؟ (Qu'est-ce que la propriété?, نشر عام 1840), قام برودون وضع أسس نظرية اقتصادية تقوم على أساس نظرية القيمة في العمل labor theory of value التي تقول ان السعر الحقيقي للشيء أو البضاعة (الكلفة الحقيقية) هو مقدار العمل أو الجهد البشري الذي استنفذ في إنتاجه. بالتالي فإن أي شخص يريد بيع أي منتج أو بضاعة لا يجب أن يتقاضى أكثر من قيمة العمل الذي بذل في عملية الإنتاج. حسب برودون: «فإنه العمل والعمل فقط، هو المنتج لكل عناصر المال والثروة..طبقا لقانون التكافؤ المتغير لكنه الأكيد» كان برودون حريصا أيضا على أن يسدي نصيحته القيمة بهذا الخصوص بأن: «قيمة العمل عبارة عن تعبير شخصي، وهو أيضا ترقب للنتيجة من السبب»
يتميز الفكر التبادلي بأنه ينحو نحو التشارك الحر، بشكل بنك تبادلي يدار ديمقراطيا.
الكثير من التبادليين يؤمنون ان السوق بدون تدخل حكومي ستشهد حالات من الانتعاش الاقتصادي لأن الشركات ستضطر للمنافسة مع بعضها على اليد العاملة كما يتنافس العمال على الشركات. إذا أوقفت الحكومات تدخلها في حماية الاحتكارات، فإن كل عامل سينال فعلا وبشكل طبيعي قيمة «إنتاجه الكامل» بدون أن ينقص من استحقاقات صاحب العمل.
لكن، العامل الأقل إنتاجية سينال أقل من العامل الأكثر إنتاجية كما ستكون الملكيات الشخصية والصغيرة محمية ومصانة.
تبادلية برودون أثرت بشكل كبير على لاسلطويي أمريكا الفرديين
بالأخص مع تجارب جوسيا وارين وبنيامين توكر الذي قام بترجمة أعمال برودون إلى الإنكليزية.قام برودون أيضا بالتأكيد على التشارك بين المنتجين البعض يرى التبادلية على أنها تقع في موقع متوسط بين الفردية والجمعية.

### اللاسلطوية الجمعية
اللاسلطوية الجمعية Collectivist anarchism تعرف أيضا بالجمعية اللاسلطوية 'anarcho-collectivism'، هي المدرسة الأكثر بروزا في فكر ميخائيل باكونين Mikhail Bakunin والقسم المعادي للسلطوية من اتحاد العمال الدولي (1864-1876). بعكس التبادلية تنكر الجمعية أي وجود للملكيات الخاصة لوسائل الإنتاج وتعارضها، وعوضا عن ذلك تنادي بأن الملكية يجب أن تكون جمعية. يتقاضى العمال أجرهم حسب الوقت الذي يبذلونه في الإنتاج، بدل فكرة توزيع المنتجات حسب الحاجة (الموجودة في الشيوعية والماركسية) في الشيوعية اللاسلطوية anarcho-communism. في أوائل الثمانينات من القرن التاسع عشر 1880ات، كانت معظم الحركات اللاسلطوية الأوروبية قد اعتمدت مواقع ضمن إطار الشيوعية اللاسلطوية داعمة مبدأ التوزيع حسب الحاجة وليس حسب العمل، مع أن الحركات الأولى في إسبانيا كانت تميل للفكر اللاسلطوي الجمعي.
مع أن اللاسلطوية الجمعية تدافع عن تعويض العمل، فإنهم يتمسكون بإمكانية الانتقال قبل-الثوري إلى النظام الشيوعي الذي يوزع الناتج حسب الحاجة.
نشأت اللاسلطوية الجمعية مرافقة للماركسية لكنها معاكسة لها، فمع أن الماركسية تدافع وتتطلع بشدة إلى مجتمع جمعي بدون دولة، بسبب معارضة اللاسلطوية الجمعية لديكتاتورية البروليتاريا في الماركسية:

### الشيوعية اللاسلطوية
يعتبر جوزيف ديجاك أحد أوائل عرف بالشيوعيين اللاسلطويين وأول شخص وصف نفسه بأنه «اشتراكي ليبرالي». Unlike Proudhon, he argued that "it is not the product of his or her labor that the worker has a right to, but to the satisfaction of his or her needs, whatever may be their nature."
من الشيوعيين اللاسلطويين المهمين أيضا نجد أسماء مثل: بيتر كروبوتكين، إيما غولدمان، ألكسندر بيركمان وإيريكو مالاتيستا. الكثير من الناشطسن في حركات التعاونية اللاسلطوية يصفون انفسهم بأنهم: «شيوعيون لاسلطويون»
كتاب اسحاق بوينت المنشور عام 1932 El comunismo libertario
تم اعتماده من قبل الحركات الإسبانية كإعلان ودستور للمجتمع ما بعد الثوري.
يضع الشيوعيون اللاسلطويون هدفا لهم تحقيق مجتمع مؤلف من "تنوع لامتناه من المجموعات والتجمعات federations من مختلف الأحجام والدرجات... لكل غرض أو عمل ممكن " حيث يتم توزيع الثروة (الإنتاج) طبقا للحاجات المحددة شخصيا لكل شخص، بحيث يمكن لكل شخص " أن يحصل على تأمين وتطوير مواهبه وقدارته الأخلاقية والفنية والمعرفية " his faculties, intellectual, artistic and moral," بدلا من تطوير أمور محصورة معدودة فقط.

### التعاونية اللاسلطوية أو النقابية اللاسلطوية

ألوان رايات وشعارات النقابات الآناركية.

شهد أوائل القرن العشرين نشوء حركة التعاونية أو النقابية اللاسلطوية Anarcho-syndicalism كمدرسة مستقلة من الفكر اللاسلطوي تركز أساسا على الحركة العمالية أكثر من سابقاتها من المدارس اللاسلطوية. تعتبر التعاونية اللاسلطوية الاتحادات والتجمعات التجارية كقوة كامنة للتغيير الاجتماعي الثوري، الذي سيستبدل الرأسمالية والدولة بمجتمع جديد محكوم ديمقراطيا من قبل العمال. تبحث التعاونية اللاسلطوية عن إزالة النظام الاحتكاري الطبقي وإلغاء الملكية الخاصة لوسائل الإنتاج، باعتبار هذه الملكية هي سبب نشوء الطبقات الاجتماعية.
ثلاثة مباديء أساسية تميز مدرسة التعاونية اللاسلطوية: تضامن العمال workers' solidarity، الفعل المباشر direct action والإدارة الذاتية من قبل العمال، كما يظهر أحيانا ذكر لمصطلح إضراب عام general strike.
رودولف روكر أحد أهم الأصوات في حركات التعاونية اللاسلطوية قام بكتابة أبحاث مهمة وجهات نظره حول أصل الحركة ولماذا يعتقد أنها ذات أهمية لمستقبل العمال في منشوره عام 1938 :
Anarchosyndicalism.
مع أن هذه المرسة تترافق على الأكثر مع نضال العمال في أوائل القرن العشرين خاصة في فرنسا وإسبانيا، فما زال هناك العديد من الحركات التعاونية اللاسلطوية فعالة إلى اليوم.
إلا ان بعض اللاسلطويين المعارضين لها يحاولون إخراجها من دائرة اللاسلطويين.

### اللاسلطوية الفردية
اللاسلطوية الفردية اتجاه فلسفي لاسلطوي يؤكد كثيرا على فكرة المساواة في الحرية والملكية الفردية الخاصة، آخذة الكثير من مباديء وتقاليد الليبرالية الكلاسيكية.
اللاسلطويون الفرديون يعتقدون أن «الوعي الفردي وميزة الاهتمام الذاتي يجب ان لا يحدها شيء سواء كان جسم جمعي collective body أو سلطة عامة public authority.»

## الأناركية في البلدان العربية
هناك حركات أناركية في مختلف البلدان العربية كالحركات الأناركية في مصر أثناء الثورة 2012 وفي تونس والسودان. وأخيرا انطلقت حركات أناركية ضد الاحتلال في فلسطين ولبنان. منها حركة فوضى بفلسطين التي قام بتآسيسها فريق من الطلاب والشباب الفلسطينيين بشعار «ما بيصير هيك» وهم يهتمون بتدمير الاحتلال الإسرائيلي عن طرق مختلفة عن فصائل المقاومة الإسلامية ومنظمة التحرير الفلسطينية والأحزاب السياسية. هم يمارسون العمل المباشر كما هو في الفكرة الأناركية ويرفضون طرق السياسية والإنتخابية لحل قضية الفلسطينية. هذه الحركات توسعت في السنوات الأخيرة واستوعبت كثير من الشباب في البلدان العربية.

### أحداث تاريخية
- كومونة باريس (1871)
- اضطراب هايماركت (1886)
- الأسبوع المأساوي (1909)
- حادثة هاي تريسن (1910)
- الثورة الأوكرانية (1918-1922) (see also الإقليم الحر (أوكرانيا))
- تمرد كرونشتات (1921)
- حادثة أماكاسو (1923)
- لائحة بالمجتمعات اللاسلطوية (1929-1931)
- الثورة الإسبانية (1936) (انظر أيضا اللاسلطوية في إسبانيا)
- May 1968, France (1968)
- WTO Meeting in Seattle  [لغات أخرى]‏ (1999)
- اضطرابات الأرجنتين (2001)

### اللاسلطوية في بلدان مختلفة
- اللاسلطوية في مصر
- اللاسلطوية في الصين
- اللاسلطوية في فرنسا
- اللاسلطوية في إسبانيا
- اللاسلطوية في الولايات المتحدة

### اللاسلطوية حسب الثقافة
- لاسلطوية إسلامية
- اللاسلطوية المسيحية

### الكتب
- ميخائيل باكونين: الله والدولة
- إيما جولدمان: اللاسلطوية ومقالات أخرى
- بيتر كروبوتكين: التعاون المتبادل 4341
- بيير-جوزيف برودون: ما الملكية? 360
- رودولف روكر: التعاونية اللاسلطوية
- موراي روثبارد: الإنسان، الاقتصاد، والدولة
- ماكس شتيرنر: الأنا وذاتها
- ليو تولستوي: مملكة الله داخلك
- عبد النور برادو: الإسلام كأنركية روحانية